# Associazione Calcio Prato
La Associazione Calcio Prato es un club de fútbol de Italia, con sede en Prato, en Toscana. Fue fundado en 1908, y compite en la Serie D, cuarta categoría del fútbol italiano.

## Palmarés

### Torneos interregionales
- Serie C (6): 1940-41 (Grupo E), 1945-46 (Grupo A), 1948-49 (Grupo C), 1956-57, 1959-60 (Grupo B), 1962-63 (Grupo B)
- Copa Italia de la Serie C (1): 2000-01
- Serie C2 (3): 1979-80 (Grupo A), 1982-83 (Grupo A), 2001-02 (Grupo A)
- Serie D (2): 1953-54 (Grupo E), 1976-77 (Grupo E)

### Torneos regionales
- Terza Divisione Toscana (1): 1924-25 (Grupo A)